# Bedlno (Łódź)
Bedlno is een dorp in het Poolse woiwodschap Łódź, in het district Kutnowski. De plaats maakt deel uit van de gemeente Bedlno en telt 640 inwoners.